# Julija Albertowna Kun
Julija Albertowna Kun (russisch Юлия Альбертовна Кун; * 17. Novemberjul. / 29. November 1894greg. in Moskau; † 14. September 1980 ebenda) war eine russisch-sowjetische Bildhauerin.

## Leben
Kuns Vater Albert Franzewitsch Kun war Erbehrenbürger. Er leitete die Einrichtung des Kunstlichts im Moskauer Bolschoi-Theater und Maly-Theater. Die Mutter Antonina Nikolajewna Ignatjewa war Pianistin mit Studium am Moskauer Konservatorium bei Pjotr Tschaikowski und Nikolai Rubinstein.
Kun studierte Kunst- und Kulturgeschichte und drei Fremdsprachen an der 1908 eröffneten Städtischen Moskauer Schanjawski-Volksuniversität, die für alle unabhängig von Geschlecht, Vorbildung, Stand und Einkommen, Nation und Religion offen war. Sie verbrachte viel Zeit auf dem Familiengut bei Fatesch. Dort hatte sie 1910 den Kursker Gymnasiasten Michail Wassiljewitsch Smetski kennengelernt, den sie 1913 heiratete und der Geschichts- und Mathematik-Lehrer wurde.
Nach der Oktoberrevolution arbeitete Kun bei der Arbeiter-Bauern-Inspektion Rabkrin des Volkskommissariats für Arbeiter-Bauern-Inspektion. Sie studierte weiter an den Höheren Künstlerisch-Technischen Werkstätten. Zu ihren Lehrern gehörten Anna Golubkina, Boris Koroljow und Iossif Tschaikow. Sie begeisterte sich für die Herstellung von Elfenbein-Kameen.
1926 schloss Kun ihr Studium ab und beteiligte sich an der ersten Ausstellung der vom Volkskommissariat für Bildung 1926 gegründeten Gesellschaft der Russischen Bildhauer. Sie zeigte Kameen und eine Porträt-Skulptur ihres Sohns Juli (1914–1980). Auf der Ausstellung lernte sie Stepan Ersja kennen, mit dem sie im September 1926 als Sekretärin und Dolmetscherin zu seiner Ausstellung in Paris fuhr.
Im Frühjahr 1927 wurde Kun mit Ersja vom Volkskommissar für Bildung Anatoli Lunatscharski von Paris nach Argentinien abgeordnet, um für die sowjetische Kunst zu werben. Sie war der sowjetischen Lateinamerika-Handelsgesellschaft Juschamtorg zugeordnet. Für ihre Plastiken benutzte sie exotische Holzarten. Am Ende des Jahres musste sie wegen ihres abgelaufenen Passes zurückkehren. Dank des Kontaktes Ersjas zu Lunatscharski konnte Kun im Frühjahr 1929 mit ihrem Sohn wieder nach Argentinien reisen. In Buenos Aires führte sie mehrere Einzelausstellungen durch. Nach José Félix Uriburus Militärputsch 1930 wurden die Beziehungen zur UdSSR abgebrochen. 1931 wurden viele Mitarbeiter der Juschamtorg und auch Kun verhaftet. Im Frühjahr 1932 wurde sie aus Argentinien ausgewiesen.
Zurück in Moskau trat sie in die neue Moskauer Abteilung der Vereinigung der Künstler der UdSSR ein. Auf der Ausstellung zum 15-jährigen Jubiläum der Roten Armee 1933 zeigte sie Gips- und Mahagoni-Arbeiten. Sie war Mitglied der Brigade der Holzbildhauer, die sich für die Verwendung von Holz bei der Gestaltung von Gebäuden im Innen- und Außenbereich einsetzte. 1935 organisierte die Brigade zusammen mit Dawid Jakerson, Beatrissa Sandomirskaja, Wassili Watagin und anderen eine Ausstellung für Holz-Skulpturen.

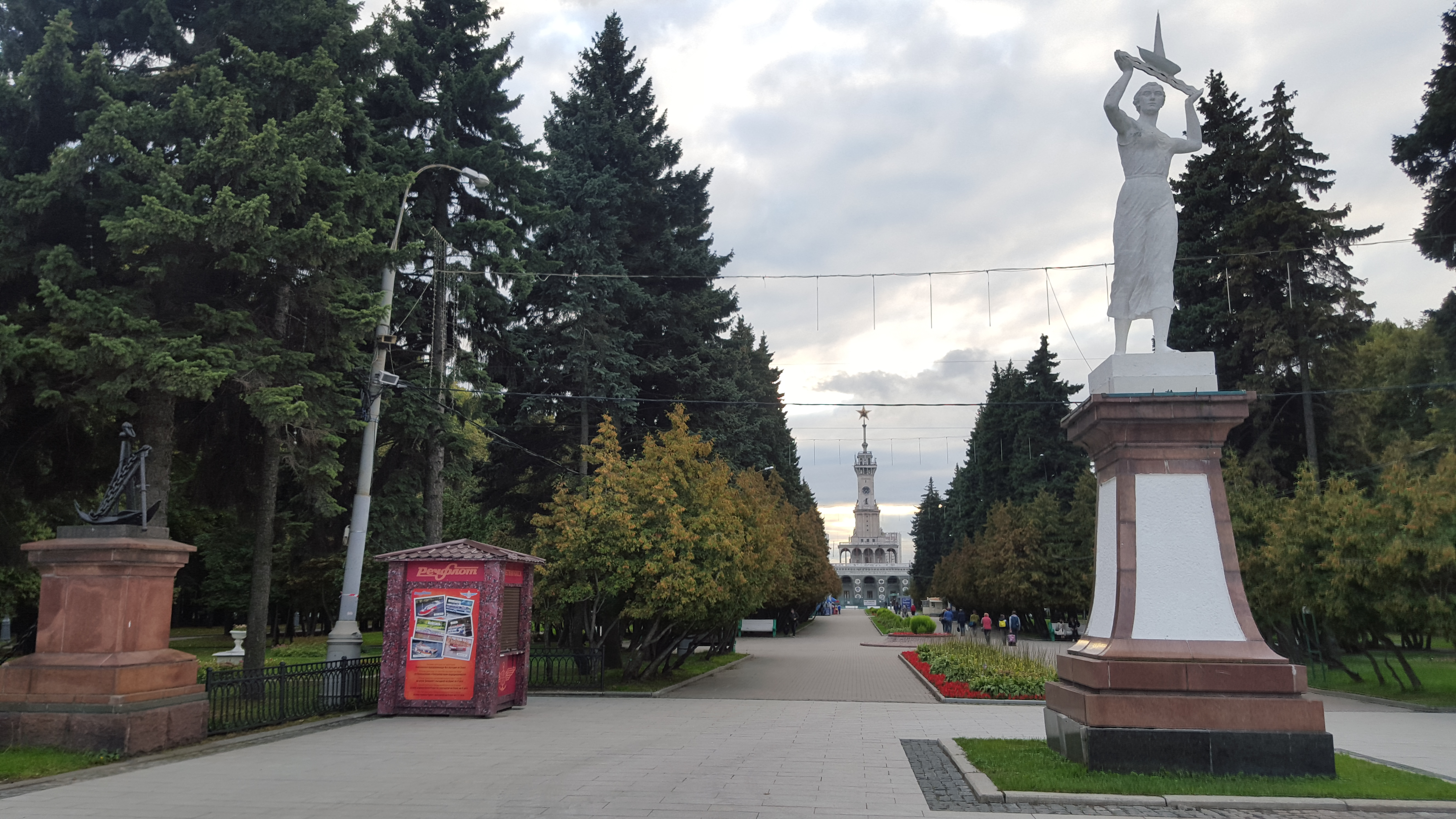
Moskaukanal-Denkmal am Eingang des Parks des Moskauer Nordflussbahnhofs

Kun gewann den Wettbewerb für ein skulpturelles Symbol für den im Bau befindlichen Moskaukanal. Ihr Entwurf sah eine Frauenfigur mit einem mit ihren Händen über ihrem Kopf gehaltenen Segelboot auf einer Wasserstraße vor als Symbol der Verbindung zwischen Moskwa und Wolga. Das Denkmal mit Kuns Statue wurde 1937 zur Eröffnung des nach Stalin benannten Moskaukanals auf der Allee zum Moskauer Nordflussbahnhof aufgestellt. Ein ähnliches Denkmal steht an der Schleuse Nr. 5 bei Ikscha.
1937 baute Kun sich in der Wissenschaftler-Datschensiedlung Solomennaja Storoschka im Norden Moskaus auf eigene Kosten ein Haus mit Atelier und Dunkelkammer, in dem sie nun lebte und arbeitete. Im Herbst 1941 während der Schlacht um Moskau war ihr Haus ein Partisanenstützpunkt mit Waffendepot und Untergrunddruckerei für Flugblätter, den sie selbst leitete.
Werke Kuns befinden sich in der Tretjakow-Galerie, im Russischen Museum, im Historischen Museum, im Zentralmuseum der russischen Streitkräfte, im Musikmuseum Moskau, in der Nationalgalerie der Republik Komi, in den Kunstmuseen Kemerowo, Nowokusnezk, Chabarowsk, in Privatsammlungen und auch im Ausland.
Nach Kuns Tod initiierte ihr Enkel Juli Juljewitsch Kun (* 1955) das Projekt zur Etablierung eines Geschichts- und Kulturzentrums in Kuns Atelierhaus. 2018 gewann das Projekt einen Wettbewerb für Fördermittel des Präsidenten der Russischen Föderation.